# スカーレット・レター
『スカーレット・レター』（原題: The Scarlet Letter）は、1995年のアメリカ映画。原作はナサニエル・ホーソーンの小説『緋文字』。

## ストーリー
独立戦争以前の北米東部ニュー・エルサレムにイギリスから渡ってきたヘスターは、宣教師のアーサーと恋に落ちる。彼女はイギリス本国で意にそまぬ結婚をさせられていたが、その夫ロジャーがアメリカに渡る途中船の沈没で死亡したとの知らせが入り、さらに愛を激しく燃え上がらせていく。

## キャスト
※括弧内は日本語吹替
- ヘスター・プリン - デミ・ムーア（高島雅羅）
- アーサー・ディムズデイル - ゲイリー・オールドマン（安原義人）
- ロジャー・チリングワース - ロバート・デュヴァル（池田勝）
- ミツバ - リサ・ジョリフ＝アンドー（林玉緒）
- ジョン・ベリンガム総督 - エドワード・ハードウィック（中庸助）
- ストーンホール牧師 - ロバート・プロスキー（糸博）
- トーマス・チーヴァー牧師 - ロイ・ドートリス（納谷六朗）
- ハリエット・ヒボンズ - ジョーン・プロウライト（片岡富枝）
- メタコメット - エリック・シュウェイグ
- グッディ・モーティマー - ラリッサ・ラスキン
- メレディス・ストーンホール - ダナ・アイヴィ
- マーガレット・ベリンガム - ダイアン・サリンジャー

## 受賞・ノミネート
第16回ゴールデンラズベリー賞
- ノミネート：最低作品賞
- ノミネート：最低主演女優賞 - デミ・ムーア
- ノミネート：最低監督賞 - ローランド・ジョフィ
- ノミネート：最低助演男優賞 - ロバート・デュヴァル
- ノミネート：最低脚本賞 - ダグラス・デイ・スチュワート
- 受賞：最低リメイク・続編賞

第5回MTVムービー・アワード
- ノミネート：魅惑的な女優賞